# Slag bij Tacámbaro
De Slag bij Tacámbaro was een veldslag in Tacámbaro in de staat Michoacán in het westen van Mexico op 11 april 1865 die werd uitgevochten tussen republikeinen enerzijds en keizerlijke troepen, grotendeels bestaande uit Belgische vrijwilligers anderzijds. De veldslag maakte deel uit van de Franse interventie in Mexico en werd gewonnen door de republikeinen.

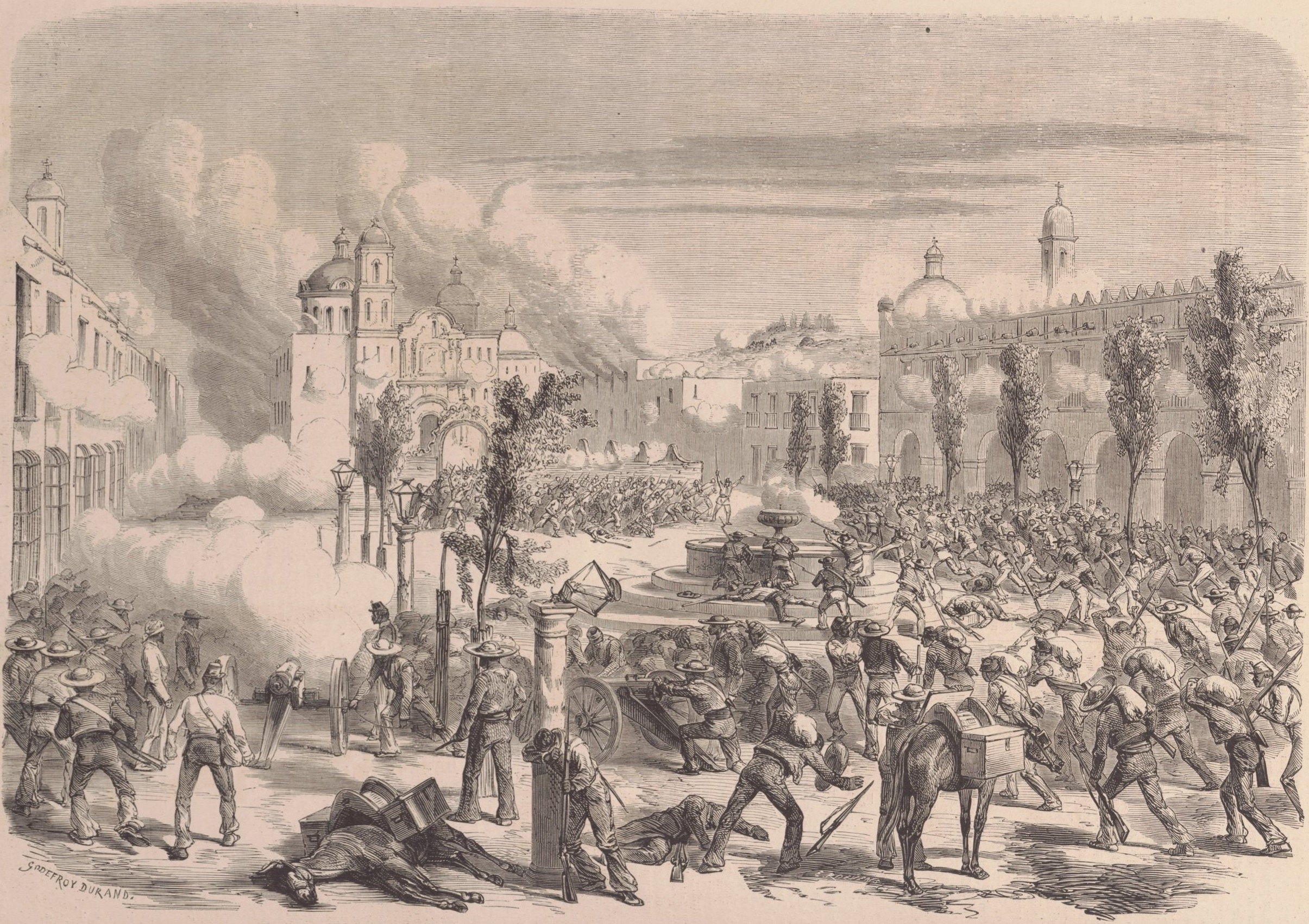
Slag bij Tacámbaro.

In het begin van februari 1864 wendde keizer Maximiliaan van Mexico zich tot koning Leopold I van België met de vraag om hem 1000 soldaten ter beschikking te stellen. Deze zouden fungeren als een soort pretoriaanse garde, ter bescherming van keizerin Charlotte van Mexico, de dochter van Leopold. Het Belgische Legioen werd georganiseerd in de streek rond Oudenaarde in september en oktober 1864 onder leiding van luitenant-generaal Chapelié, commandant van de Koninklijke Militaire School.
Op 3 april 1865 bezetten tweehonderdvijftig soldaten van het legioen van Belgische vrijwilligers de stad Tacámbaro. Onder de orders van Majoor Tydgadt trekken ze zich terug in de stad, meer bepaald in de kerk die ze ombouwen tot een versterking. Op 11 april worden ze aangevallen door de troepen van de juaristische generaal Nicolás Régules, die beschikt over een verpletterende numerieke meerderheid van 3500 republikeinen. Omsingeld langs alle kanten zullen de Belgen vijf uur lang proberen stand te houden tot de komst van versterkingen, die pas vier dagen later komen opdagen. Zij moeten zich ten slotte overgeven. Het legioen verloor in één klap ongeveer een kwart van zijn slagkracht. Zwaargewond tijdens de gevechten, zal major Tydgadt korte tijd daarna sterven. Zijn adjunct kapitein Ernest Chazal (de zoon van de Belgische minister van oorlog Félix Chazal), wordt eveneens gedood tijdens de veldslag.
Op 16 juli 1865 behaalde het expeditiekorps onder leiding van luitenant-kolonel Alfred Van der Smissen alsnog een overwinning in La Loma de Tacámbaro.

## Monumenten
Er bevinden zich twee Tacambaromonumenten in België.
- Monument van Tacambaro in Oudenaarde.
- Tacambaromonument in Leopoldsburg. Deze zuil is zes en een halve meter hoog en draagt de namen van de gesneuvelden van de veldslagen Tacambaro Loma en Morelia. Het monument werd opgericht in 1867 en in alle stilte ingewijd wegens de grote opwinding door de expeditie in België veroorzaakt.